# الكسندر سينجر
الكسندر سينجر (بالإنجليزية: Alexander Singer)‏ هو مخرج أمريكي، ولد في 1932 في نيويورك في الولايات المتحدة.

## وصلات خارجية
- الكسندر سينجر على موقع IMDb (الإنجليزية)
- الكسندر سينجر على موقع ألو سيني (الفرنسية)
- الكسندر سينجر على موقع أول موفي (الإنجليزية)
- الكسندر سينجر على موقع قاعدة بيانات الأفلام السويدية (السويدية)
- الكسندر سينجر على موقع قاعدة بيانات الفيلم (الإنجليزية)
- الكسندر سينجر على موقع كينوبويسك (الروسية)